# Jordanne Scott
Jordanne Scott (Indianapolis, 2 ottobre 1990) è una pallavolista statunitense.
Gioca nel ruolo di opposto nell'AEK Larnaca.

## Carriera

### Club
La carriera di Jordanne Scott inizia a livello scolastico, nella formazione della Lawrence North HS, per proseguire a livello universitario, quando prende parte alla Division I NCAA dal 2009 al 2012 con la Cincinnati.
Nella stagione 2013-14 inizia la carriera professionistica firmando col PTSV Aachen, nella 1. Bundesliga tedesca, per approdare nella stagione seguente allo Hainaut di Valenciennes, nella Ligue A francese.
Nel campionato 2015-16 ritorna in Germania, questa volta ingaggiata dal Suhl, mentre nel campionato seguente si accasa a Cipro, dove difende i colori dell'AEK Larnaca, in A' katīgoria. Dopo due annate di inattività, nella stagione 2019-20 torna in campo nuovamente con l'AEK Larnaca.